# Irene Asanina
Irene Asanina (en griego: Ειρήνη Ασανίνα) emperatriz bizantina, esposa del emperador Juan VI Cantacuceno.
Irene fue la nieta del zar Iván Asen III, hija de Andrónico Asen déspota de Morea y su esposa Tarcaniotisa. Se casó con Juan Cantacuceno antes de 1320. Desde 1341, cuando Juan Cantacuceno se proclamó emperador en Didimóteicho su nombre fue incluido con el nombre oficial de emperatriz en los documentos emitidos por la corte de Cantacuceno. La coronación oficial de la pareja imperial no fue sino hasta el 13 de mayo de 1347.  En noviembre de 1354, después de la conquista de Constantinopla por Juan V Paleólogo, Juan Cantacuceno abdicó y entró en el monasterio de Mangana.  Irene, también vistió el hábito y adoptó el nombre de Eugenia, murió ese mismo año en el sagrado monasterio de Marta.
Irene tuvo seis hijos:
- Mateo - coemperador bizantino desde 1352 hasta 1357, después déspota de Morea.
- Manuel - déspota de Morea.
- María - se casó en el verano de 1342 con Nicéforo II Orsini, déspota de Epiro.
- Teodora - fue la tercera esposa del sultán Orhan I del Imperio otomano.
- Helena - se casó con el emperador Juan V Paleólogo.
- Andrónico - prisionero en los años 1341-1342 durante la guerra civil, murió durante una epidemia en 1347.[1]